# جزیره ویک
جزیره ویک واقع در اقیانوس آرام یکی از جزایر آمریکا به‌شمار می‌رود. این جزیره یک آتول مرجانی به‌شمار می‌رود.
نام آن برگرفته از نام ناخدا William Wake انگلیسی است.
او این جزیره را را در سال ۱۷۹۶ میلادی کشف کرد. البته پیش از آن، کاشف اسپانیایی آلوارو د مندانیا د نیرا (Mendaña) آن را در ۱۵۶۸ کشف کرده بود.

## نگارخانه

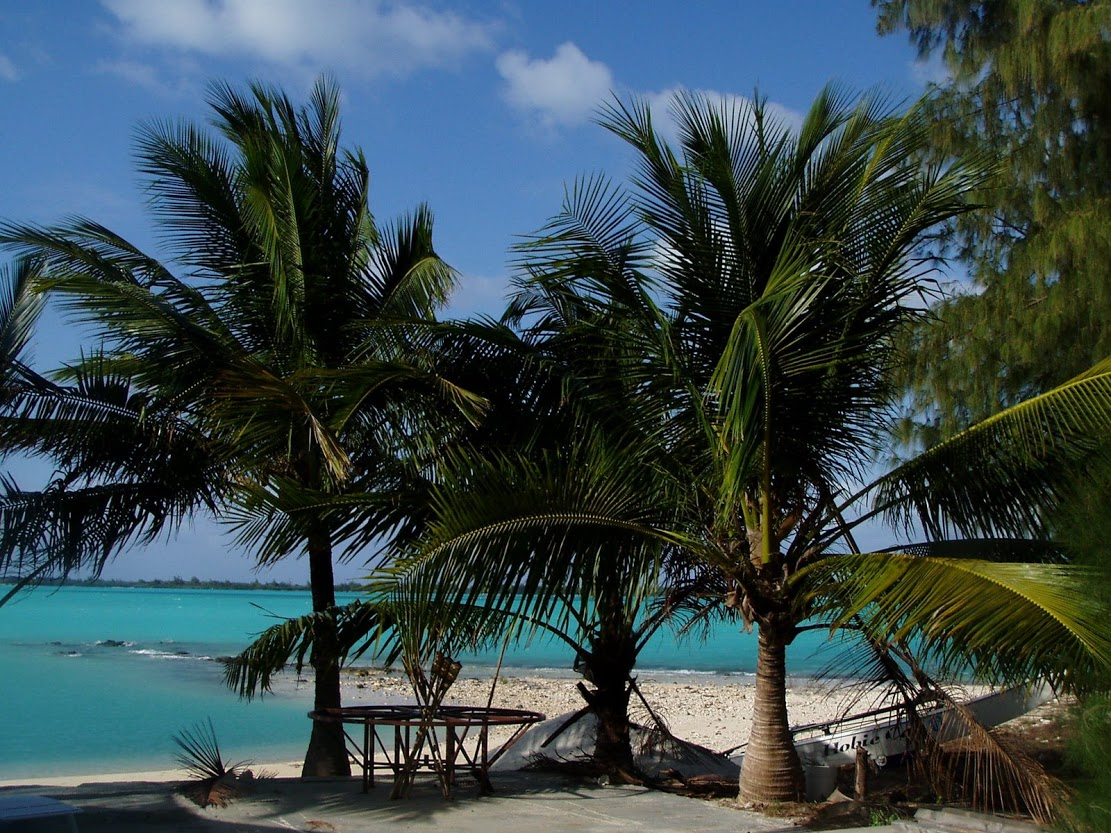
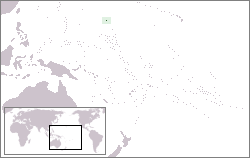

پرچم غیررسمی
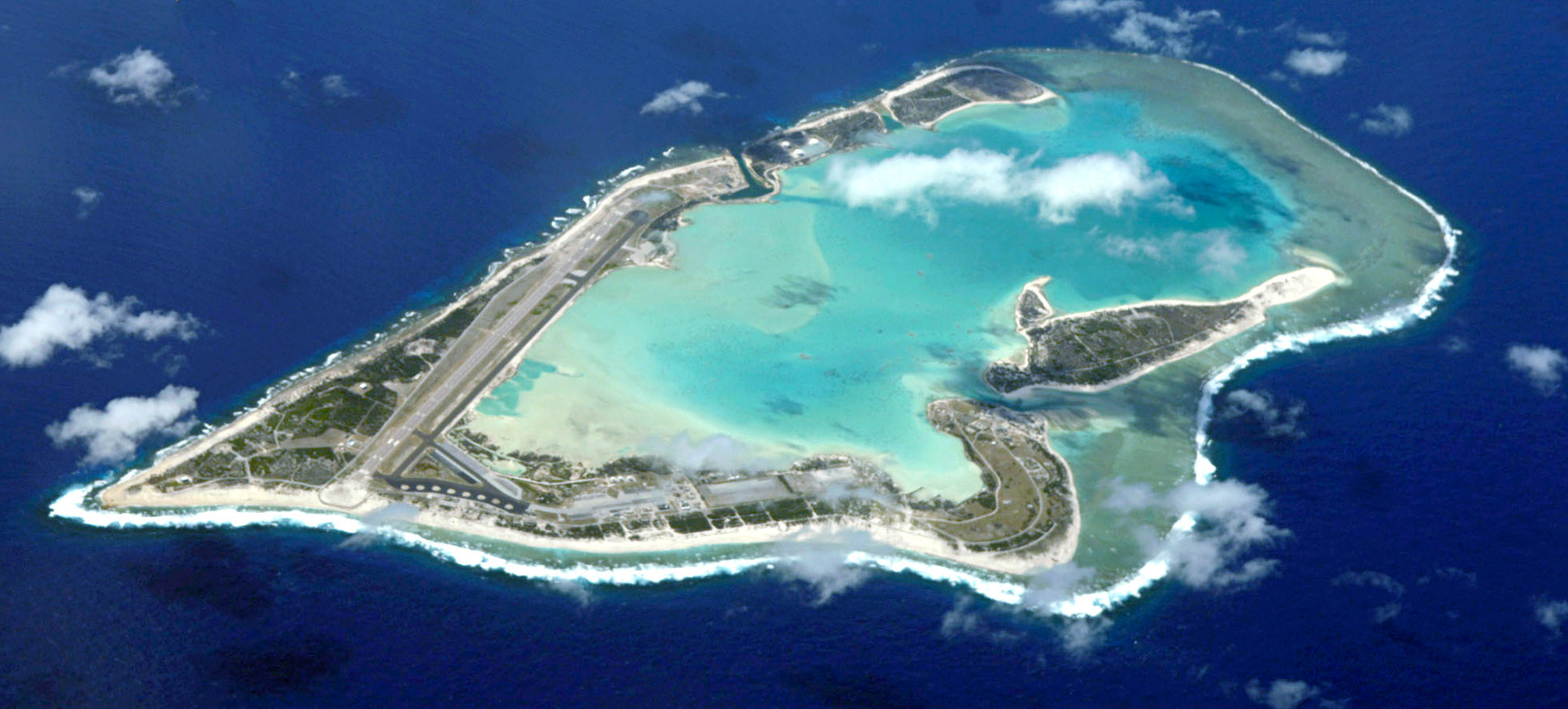
نمای هوایی جزیره ویک
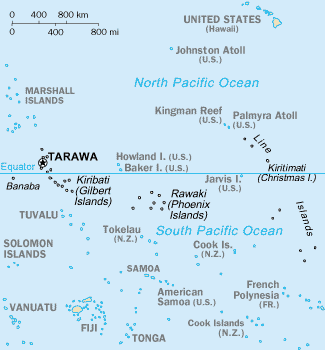